# Starý Bydžov
Starý Bydžov település Csehországban, a Hradec Králové-i járásban. Starý Bydžov Sloupno, Vinary, Nový Bydžov, Smidary és Hlušice településekkel határos. Lakosainak száma 435 fő (2024. január 1.).

## Népesség
A település lakosságának változását az alábbi diagram mutatja:
| Lakosok száma | 695  | 943  | 931  | 551  | 414  | 365  | 396  | 403  | 410  | 435  |
|               | 1869 | 1900 | 1921 | 1961 | 1980 | 2011 | 2016 | 2019 | 2021 | 2024 |